# Wings for Life

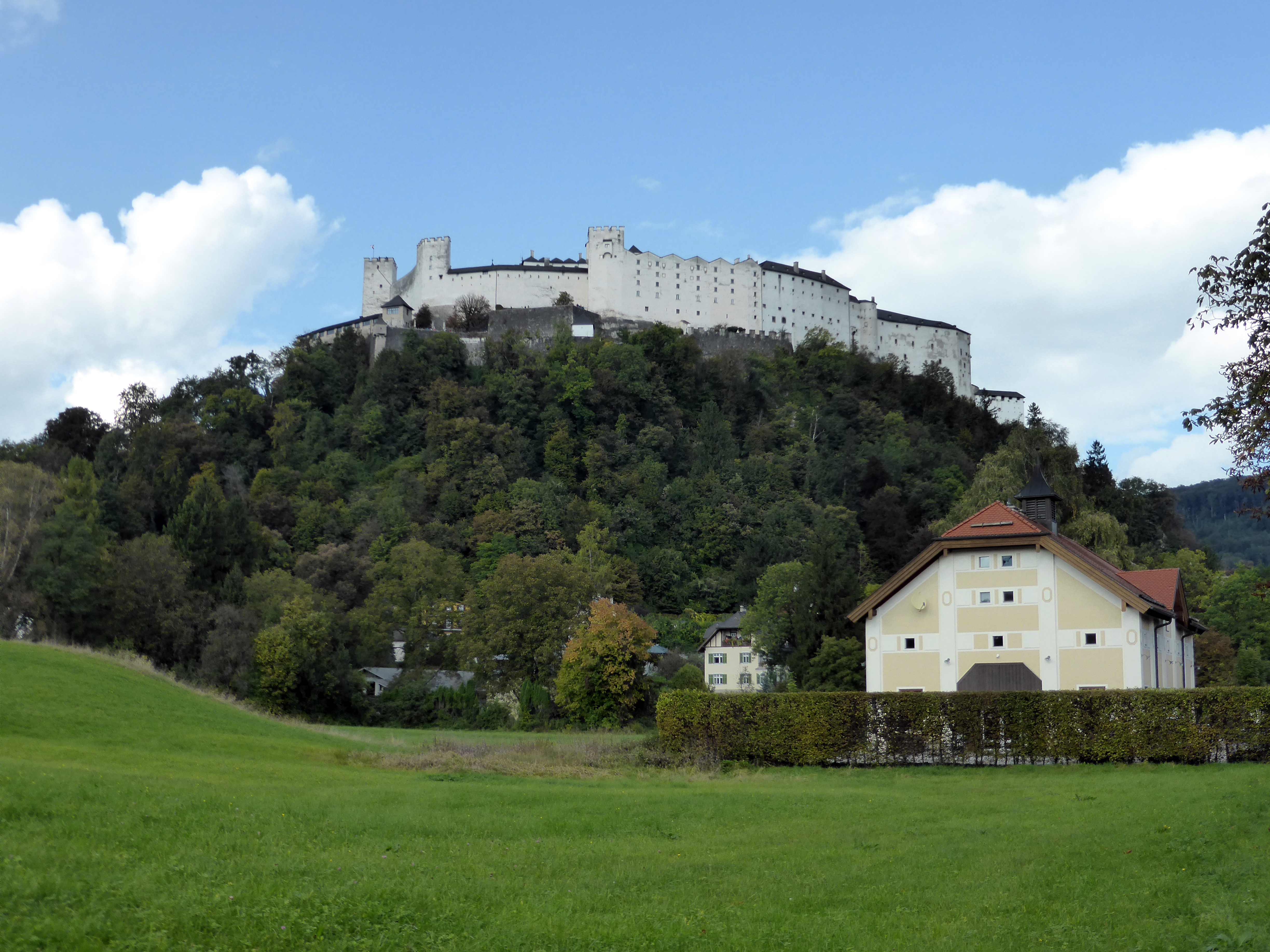
Stiftungsgebäude Fürstenallee 4, Salzburg

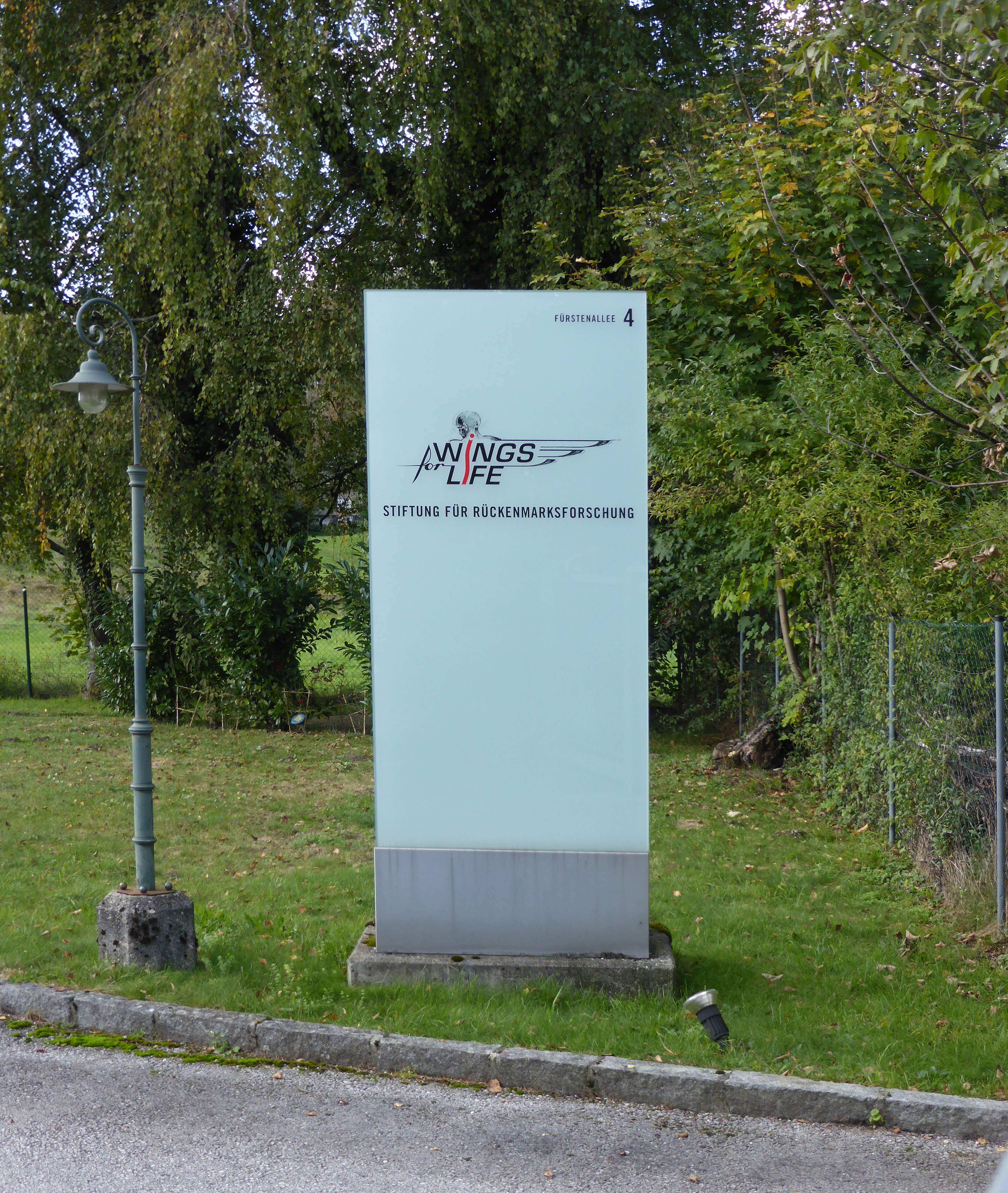
Fürstenallee 4, Salzburg

Wings for Life (voller Name: Wings for Life – Spinal Cord Research Privatstiftung) ist eine maßgeblich von der Red Bull GmbH geführte gemeinnützige Stiftung für Rückenmarksforschung, die es sich zum Ziel gesetzt hat, Querschnittlähmung als Folge von Rückenmarksverletzungen heilbar zu machen.

## Geschichte
Die treibenden Kräfte zur Gründung von Wings for Life mit Stiftungsurkunde vom 6. Juli 2004 waren der dreifache Motocross-Weltmeister Heinz Kinigadner und Red-Bull-Gründer Dietrich Mateschitz. Ein schwerer Unfall von Kinigadners Sohn Hannes bei einem Benefiz-Motocross-Rennen im Jahr 2003, der eine hohe Querschnittlähmung zur Folge hatte, war der entscheidende Anstoß, die Stiftung ins Leben zu rufen. Das Schicksal von Hannes Kinigadner steht repräsentativ für Millionen Menschen, die aufgrund einer Verletzung des Rückenmarks querschnittgelähmt sind.

## Ziel und Arbeitsweise
Ziel ist es, eine Heilung für querschnittgelähmte Patienten zu finden. Zu diesem Zweck fördert die staatlich anerkannte Stiftung mit Hilfe von Spendengeldern weltweit aussichtsreiche Forschungsprojekte zur Heilung des verletzten Rückenmarks. Die geförderten Wissenschaftler arbeiten unter anderem an bekannten Instituten wie der Harvard Medical School (USA), Cambridge University (Großbritannien), am Karolinska-Institut (Schweden), an der Universität Wien (Österreich) und der Charité in Berlin (Deutschland). Ein internationales Beratergremium, bestehend aus Wissenschaftlern und Klinikern auf dem Gebiet der Rückenmarksforschung, unterstützt die Stiftung bei der Auswahl Erfolg versprechender wissenschaftlicher Projekte. Wings for Life garantiert, dass 100 % der erhaltenen Spendengelder in die Forschung fließen. Sämtliche administrativen Kosten der Stiftung werden vom Unternehmen Red Bull getragen.

## Botschafter
Zahlreiche bekannte Persönlichkeiten aus Sport, Kultur und Wirtschaft setzen sich ehrenamtlich für deren Ziele ein,

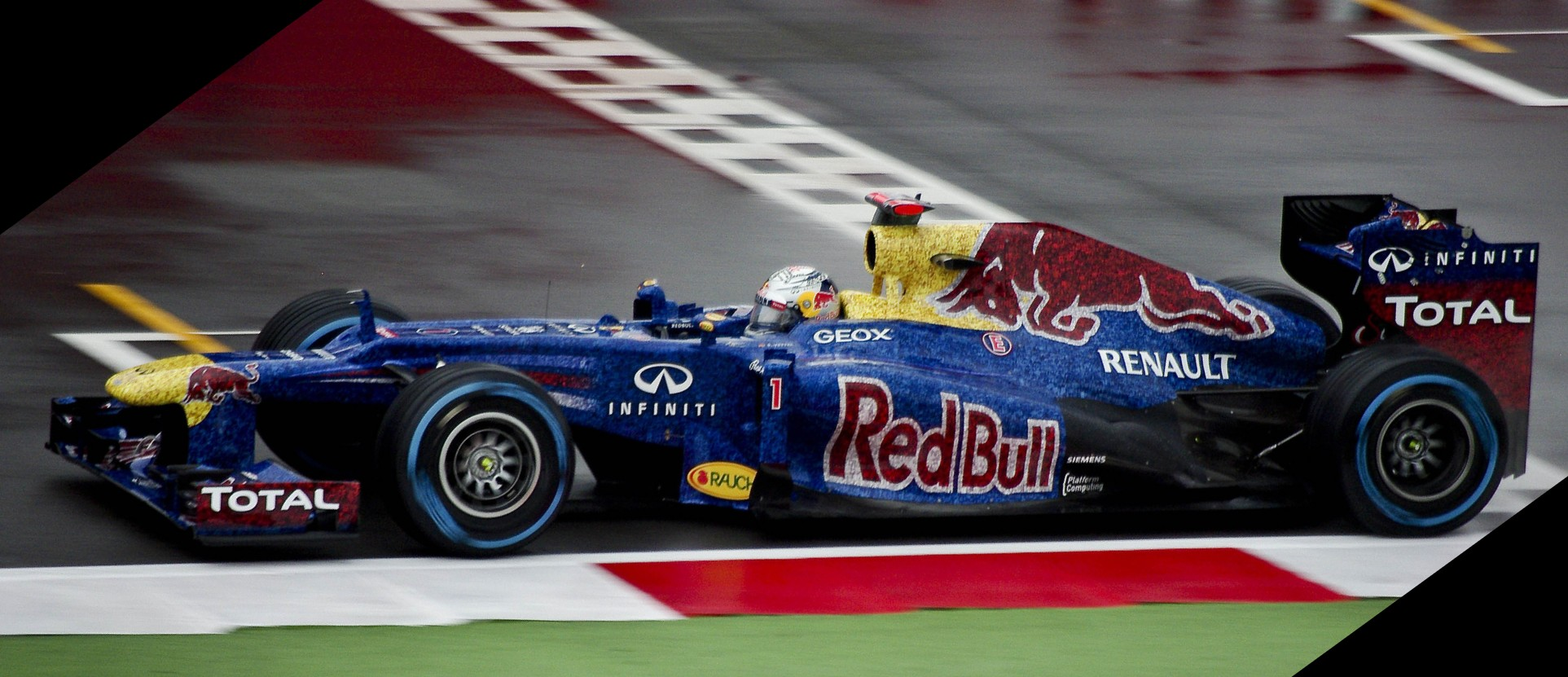
Der Red Bull RB8 mit der Sonderlackierung zur Spendenaktion Faces for Charity (2012)

darunter: 
- Pit Beirer
- Abdulaziz Al Faisal
- Nick Ashley-Cooper
- David Coulthard
- Björn Dunkerbeck
- Orlando Duque
- „DJ Ötzi“ Gerry Friedle
- Andreas Goldberger
- Roman Hagara
- Tarek Rasouli
- Daniel Ricciardo
- Sean Rose
- Timo Scheider
- Hans Peter Steinacher
- Martin Tomczyk
- Lindsey Vonn
- Mark Webber

## Aktionen und Kampagnen

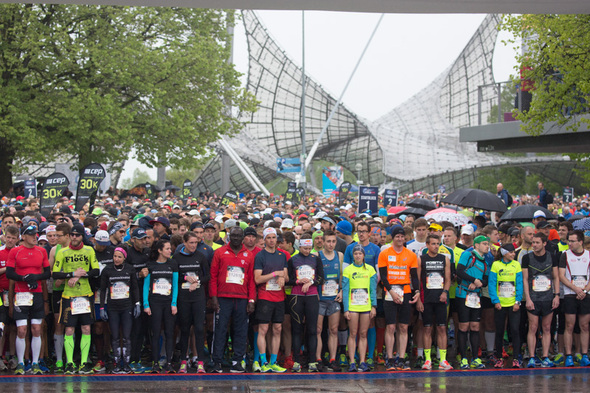
Wings for Life World Run in München (2017)

Die Organisation führt immer wieder große und kleine Kampagnen zur Generierung der für die Forschung benötigten Spendengelder durch. Im Jahr 2012 erzielte die Aktion „Faces for Charity“ in Zusammenarbeit mit dem Formel-1-Team Red Bull Racing 1 Million Euro Spendengelder.
Seit 2014 wird jährlich auf Strecken in über 30 Ländern weltweit zeitgleich der „Wings for Life World Run“ veranstaltet. Sowohl die Startgelder der mehr als 35.000 Teilnehmer als auch die Sponsorengelder brachten gleich im ersten Jahr über 3 Millionen Euro an Spenden für die Stiftung ein. 2015 und 2016 waren weltweit mehr als 100.000 Läufer und Rollstuhlfahrer gemeldet. 2017 registrierten sich 155.288 Teilnehmer. Durch Startgelder, Sponsoren und Spendenaktionen wurden über 6 Millionen Euro für die Rückenmarksforschung gesammelt. 2024 waren es insgesamt 265.818 Teilnehmer und 8,1 Millionen Euro Spendengelder. Alleine in Deutschland liefen 2024  41.497 Teilnehmer beim Flagship Run in München (12.000 Teilnehmer) sowie bei 36 App Run Events und als App Run Einzelläufer mit.